# انجمن دانشجویی

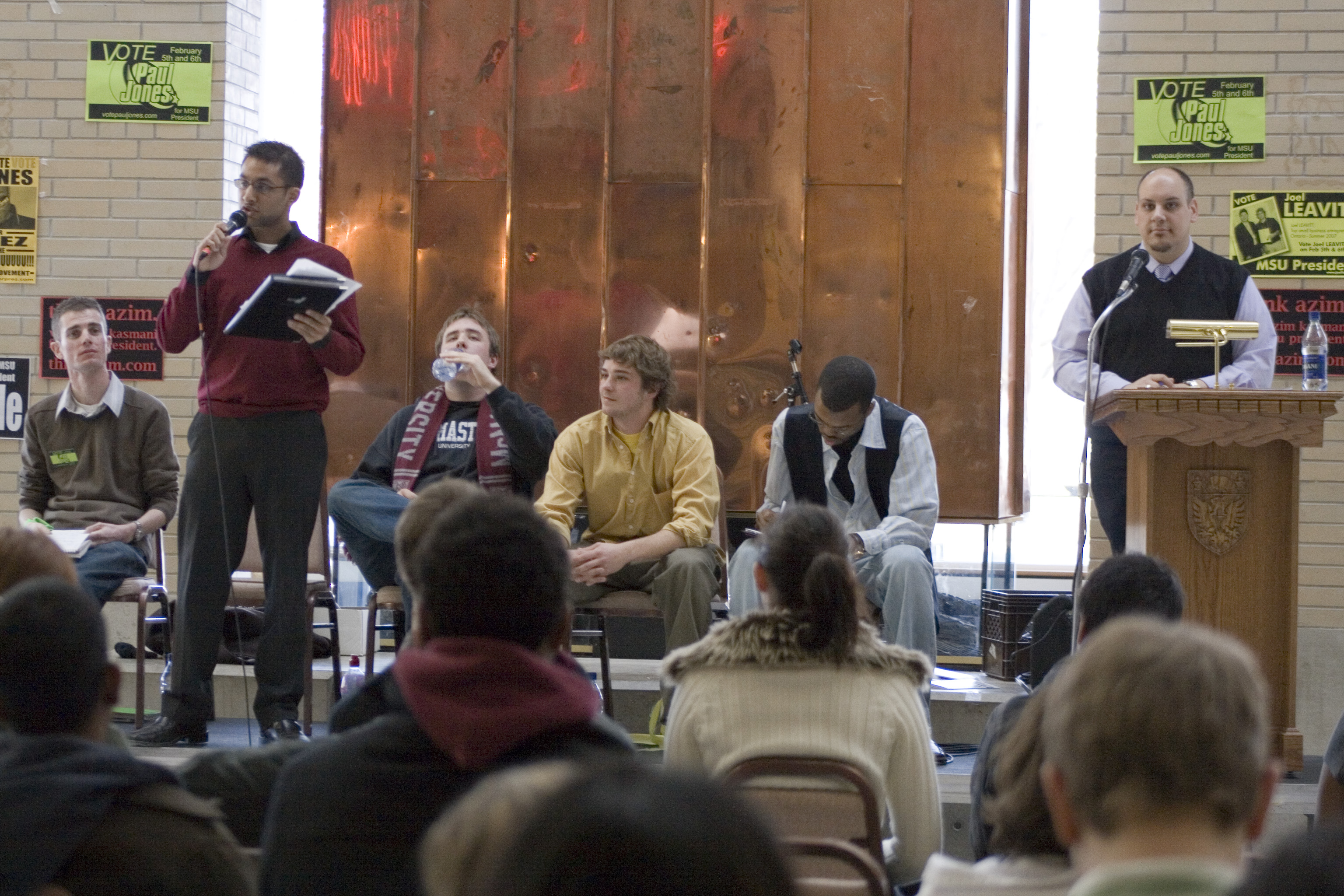
انجمن دانشجویان دانشگاه مک‌مستر، در جلسه انتخاب ریاست انجمن

انجمن دانشجوئی (به انگلیسی: Student Association)، جامعهٔ دانشجوئی یا جامعهٔ دانشگاهی یک جامعه یا سازمان است که توسط دانشجویان در یک دانشگاه یا کالج مدیریت می‌شود. اعضای این انجمن‌ها عموماً دانشجویان یا فارغ التحصیلان هستند. اولین انجمن‌های دانشجوئی مطرح در قرون وسطی در کنار انجمن‌های برادری دانشجوئی و انجمن‌های بین‌المللی مشابه رشد یافتند.
اهداف این انجمن‌ها شامل تبلیغ و پرداختن به حرفه‌ها به‌صورت تفننی یا فعالیت‌های انسان‌دوستانه می‌شود.

## انجمن‌های بین‌المللی
- سازمان آیسک
- انجمن سرطان آمریکا
- فدراسیون بین‌المللی انجمن‌های دانشجویان پزشکی